# تاهنت
تاهنت إحدى قرى الجمهورية التونسية، تقع في معتمدية جومين من ولاية بنزرت، جنوب غربي مدينة ماطر.